# Omega: Szvit
1999-ben Szvit címmel jelent meg az Omega 5 felújított kiadása, amelyen a Szvit, A jövendőmondó és az Én elmegyek hangszerelése is eltér az eredetitől. A hivatalos magyarázat szerint ezeket a dalokat 1973-ban két változatban rögzítették, vannak azonban olyan vélemények, amelyek szerint az eredeti felvételekre utólag rájátszottak. A dalok sorrendje eltér az eredeti 1973-as sorrendtől.
1. Szvit
  1. Ébredés
  2. A malomban
  3. Hazafelé
  4. A hetedik napon
  5. Délutáni szerelem
  6. Van, aki nyugtalan
2. A jövendőmondó
3. Én elmegyek
4. A madár
5. Járt itt egy boldog ember
6. Hazug lány
7. Búcsúztató